# 토르벤 마르크스
토르벤 마르크스(Thorben Marx, 1981년 6월 1일, 서베를린 ~ )는 독일의 전 축구 선수다.